# Solognote
La solognote est une race ovine rustique française de petit effectif. Cette race, très ancienne, s'est développée avec le commerce de la laine pendant la Renaissance, et est restée la principale source de revenu pour les paysans de Sologne jusqu'au milieu du XIXe siècle où l'on ne compte pas moins de 300 000 têtes. La concurrence d'autres productions permise par les avancées technologiques, et le développement de la chasse comme activité économique entraînent le déclin de la race qui manque de disparaître. On ne compte guère plus de 3 000 brebis solognotes en France en 2007. Comme pour de nombreuses races en voie de disparition, la solognote est recensée dans la base de données de l'Arche du goût. Un plan de sauvegarde a été mis aussi en place afin de gérer la population. 
Cette race de taille moyenne à la laine bise et la peau châtain a la particularité de relativement bien valoriser les zones humides, à végétation pauvre et ligneuse. Elle se développe comme moyen d'entretenir certains milieux naturels. Elle a par ailleurs de bonnes qualités maternelles, et produit une viande goûteuse.

## Origine
La solognote est considérée comme une des races actuelles les plus proches des anciens types de moutons français. Ceux-ci étaient autrefois courants dans le Berry, et permettaient d'approvisionner en laine les villes de Châteauroux, Aubigny et Romorantin. Au XVe siècle, l'élevage du mouton en Sologne est assez important. Il le devient encore plus lors de la Renaissance. L'installation de la Cour dans le Val de Loire assura le bon développement du commerce de la laine dans le secteur, et du même coup favorisa la prospérité du commerce des laines, et donc de l'élevage ovin. Même si les guerres de religion mettent fin à cette époque prospère, l'élevage ovin reste plus rentable que la culture de céréales sur les terrains pauvres de Sologne, et demeure l'activité principale de la région.
L'élevage ovin solognot connaît son apogée vers 1850. On compte alors environ 300 000 moutons dans la région. La solognote, parfaitement adaptée aux conditions d'humidité et à la pauvreté de la végétation, est alors élevée de manière très extensive. Elle est à l'époque la principale source de revenu des paysans de la région, grâce aux ventes de laine aux draperies de Romorantin (qui fournissent l'armée française), et aux ventes d'agneaux vers les régions voisines plus riches du Val de Loire, de la Beauce et du Gâtinais où ils sont engraissés.
Le déclin commence dès la fin du XIXe siècle, avec les efforts de mise en valeur de la Sologne par la création de routes, le marnage, le drainage et le reboisement. Les surfaces allouées aux ovins diminuent donc, et en 1910 la population est descendue à 50 000 têtes. Ce phénomène s'amplifie avec l'exode rural qui fait suite à la Première Guerre mondiale, et avec le développement de la chasse comme activité économique rentable dans la région. Ainsi, Espinay St Luc déclare en 1912 que « l'ennemi le plus acharné du mouton, c'est le chasseur, ou mieux le tireur moderne ». La race manque alors disparaître.
La solognote ne se reprend qu'à partir des années 1940. Son flock-book est créé en 1942. Il fusionne avec le syndicat ovin solognot en 1948. En 1968, la race est mise en réserve génétique. Un programme de gestion génétique est alors progressivement mis en place, et le schéma de sauvegarde de la race entre en jeu à partir de 1976. La solognote peut bénéficier de mesures de protection des races menacées. Au début du XXIe siècle, elle maintient ses effectifs autour de 3 000 brebis.

## Description
La solognote a une tête fine dépourvue de laine, châtain, sans corne, avec une face longue et étroite et un chanfrein légèrement bombé. Elle porte des oreilles de taille moyenne, disposées à l'horizontale. Son encolure est bien insérée dans les épaules, sa selle est droite et longue et son gigot bien développé. Elle possède une toison de couleur bise qui ne couvre ni la tête, ni les pattes, et de manière incomplète la gorge et le ventre. Elle comporte une laine de finesse moyenne qui pèse 1,5 kg pour les brebis et 2,5 kg pour les mâles.
C'est un mouton dépourvu de corne de taille moyenne, mesurant 60 à 70 cm au garrot pour un poids de 55 à 65 kg pour les brebis et 80 à 90 kg pour les béliers.
La solognote a un tempérament vif et est très curieuse. Elle est de ce point de vue plus proche du caractère de la chèvre que de celui des autres moutons.

## Aptitudes

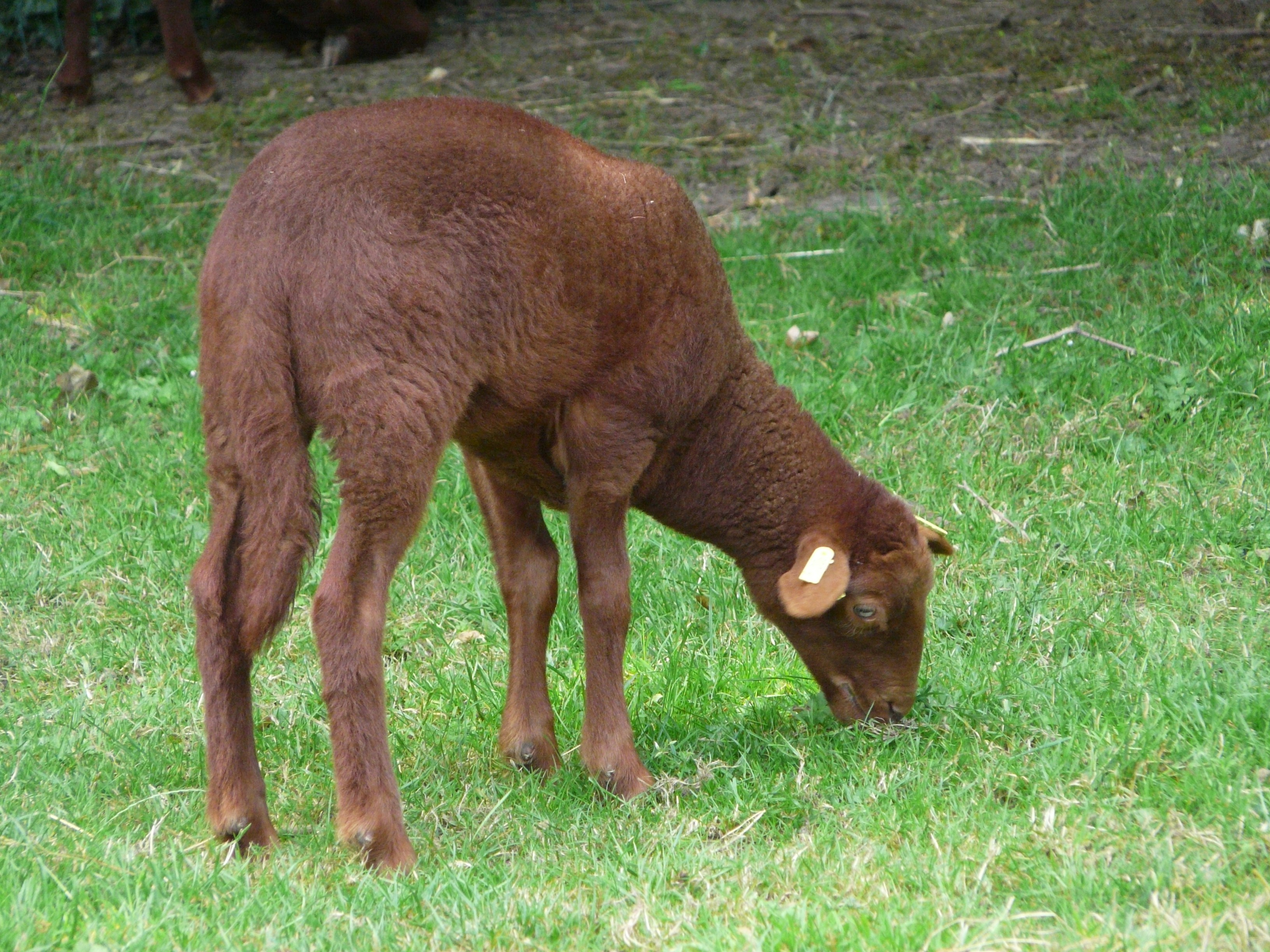
Agneau solognot

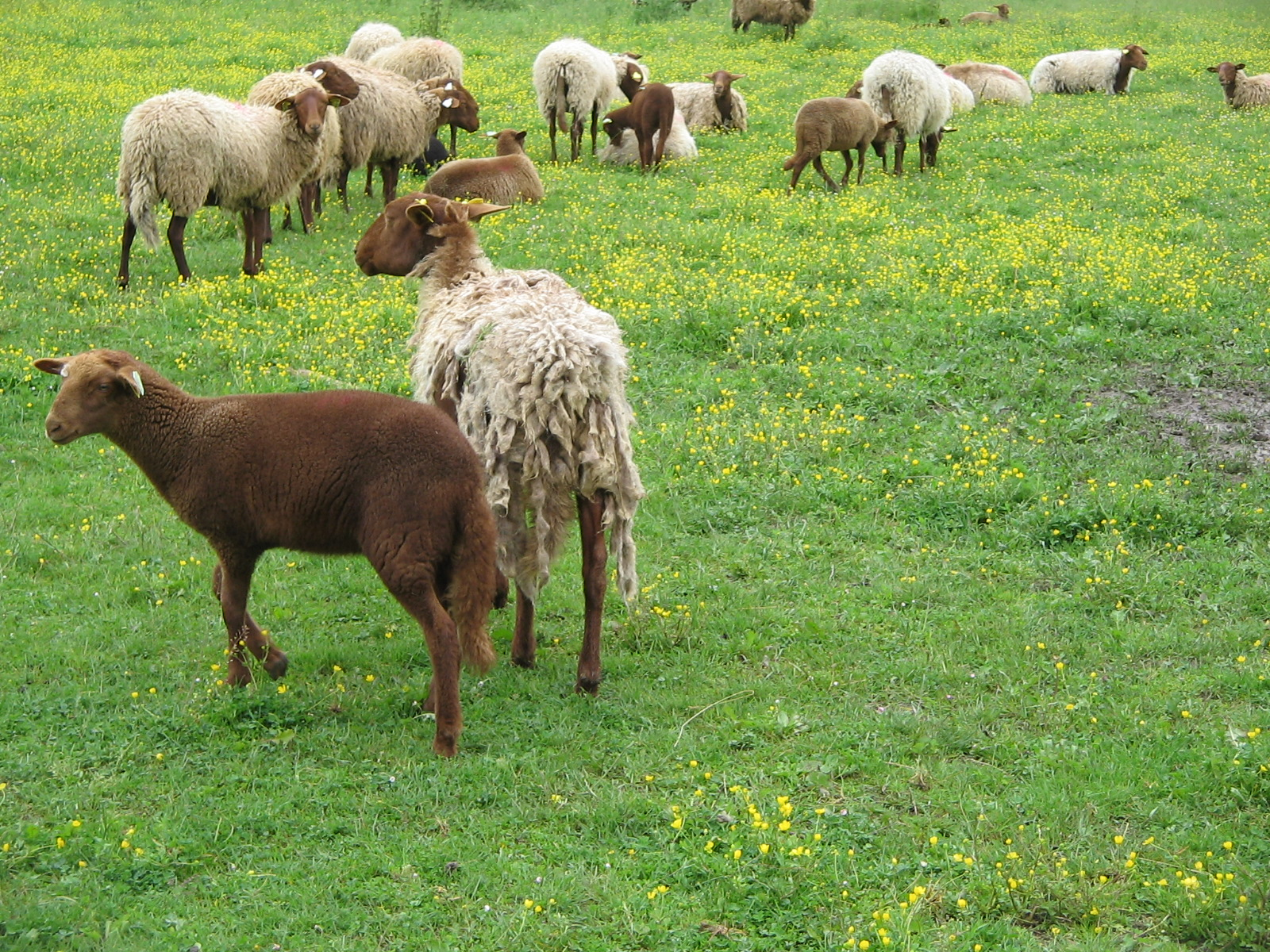
Brebis solognotes et agneaux

La solognote est avant tout une race rustique. Elle est bien adaptée aux sols pauvres et humides que l'on retrouve dans sa région d'origine. Elle ne craint pas de marcher dans l'eau, alors que d'autres brebis présenteraient rapidement des signes de maladie, notamment de piétin que la solognote craint peu. Elle est également résistante aux parasites. Elle peut parfaitement être élevée en plein air toute l'année, même par temps de neige. Elle valorise par ailleurs très bien la végétation pauvre et ligneuse qu'elle trouve dans les sous-bois. Son aptitude au défrichage lui vaut d'assurer une tâche nouvelle : l'entretien de propriétés et de réserves naturelles, dans des marais ou des pelouses sèches. Elle empêche alors que le paysage ne se ferme en consommant les pousses de ligneux.
La brebis a une bonne précocité sexuelle, pouvant être mise à la reproduction dès l'âge de huit mois. Elle présente une bonne prolificité, entre 1,5 et 1,6 agneau par portée. Les agnelages se déroulent généralement bien, même lorsque la brebis a été croisée avec un bélier lourd de race bouchère. La solognote est en outre une bonne mère, qui se montre même agressive pour protéger ses agneaux. Elle fait également preuve d'une grande longévité, et il n'est pas rare que des brebis de plus de dix ans agnellent encore. La saison sexuelle est peu marquée et la brebis présente des ovulations dès le mois d'avril.
La viande de mouton solognot est réputée pour être excellente, se rapprochant de celle du chevreuil. Les agneaux ont une conformation différente de celle des races classiques, avec un gigot de forme allongé. Ils sont faiblement pourvus en gras et la carcasse a un bon rendement. La marque « Agneau de Race Solognote » valorise cette viande particulière.
Sa laine à la couleur caractéristique est valorisée localement, poursuivant la longue tradition lainière de la région.

## Sélection
Cette race à petit effectif fait l'objet d'un programme de conservation bien cadré instauré à partir de 1976. Les 1 300 brebis y participant en 2007 font partie de dix familles distinctes. Les brebis de ces familles sont mises à la reproduction avec les mâles d'une autre famille, selon un principe dit de « schéma de rotation des familles ». Cela permet de maintenir une bonne variabilité génétique, tout en cherchant à conserver les standards de la race et à améliorer ses performances. En 1979 a été mis en place un centre d'élevage de béliers qui mesure les performances de quarante jeunes mâles parmi les meilleurs de chaque famille avant de les mettre à disposition des éleveurs. Depuis 2002, le schéma de sélection inclut un génotypage pour choisir uniquement des béliers résistants à la tremblante du mouton.

## Diffusion
La solognote, née en Sologne, connaît son apogée au milieu du XIXe siècle. On la rencontre alors dans le Val de Loire, la Beauce et le Gâtinais, où elle est importée pour être engraissée ou mise à la reproduction. Cette brebis présente alors des caractéristiques de rusticité lui permettant de s'adapter facilement à ces régions présentant des milieux proches de celui de la Sologne.
Aujourd'hui, les effectifs ont fortement décru et on ne compte plus que 3 000 brebis en 2007. Ils sont majoritairement localisés en Sologne, bien que l'on en trouve dans toute la région Centre-Val de Loire et même dans les landes de Gascogne, les landes de Bretagne, en Bourgogne et dans le Dauphiné. La solognote est parfois exportée vers l'Europe du Nord (Pays-Bas, Allemagne) et au Maghreb. 